# Ernestinska hertigdömena

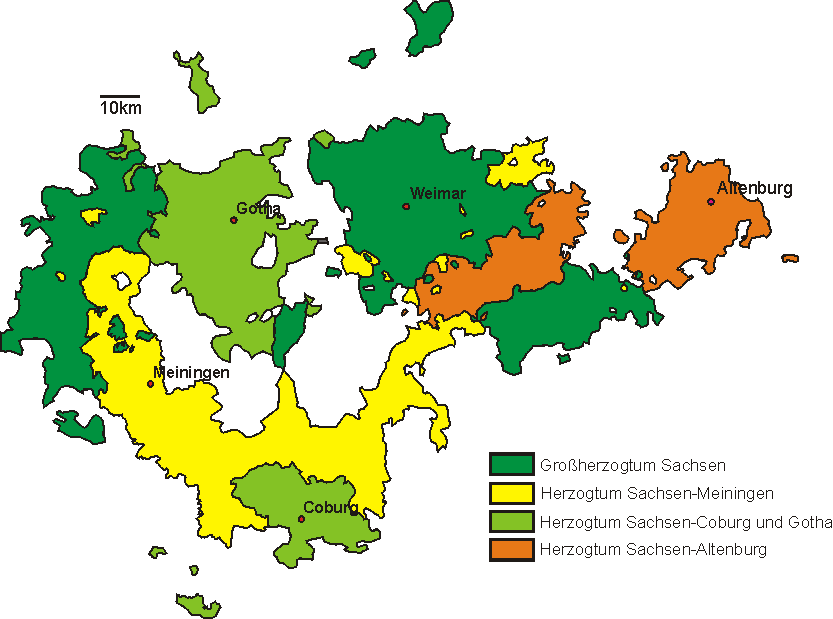
De Ernestinska hertigdömena från 1826 till 1918.

De Ernestinska hertigdömena utgick från den Ernestinska linjen av det sachsiska furstehuset, som härstammar från kurfursten Ernst av Sachsen, som 1485, genom fördraget i Leipzig med sin yngre bror, Albrekt den djärve, delade de sachsiska arvländerna, därvid själv såsom den äldre brodern för sig behållande kurvärdigheten. Ernst blev sålunda stamfader för den ernestinska, Albrekt för den albertinska linjen. Ernsts sonson, Johan Fredrik, nödgades, efter nederlaget vid Mühlberg och kapitulationen i Wittenberg, på våren 1547, till hertig Morits av den albertinska linjen avträda alla sina besittningar med undantag av Eisenach, Weimar, Gotha och några orter. Dessa besittningar ökades sedermera med Koburg (1553), Altenburg (1554) med flera områden.
Den Ernestinska linjens besittningar skiftades, förenades och skiftades åter under den följande tiden mellan olika grenar. I början på 1900-talet, fram till revolutionerna 1918, omfattade den ernestinska linjen fyra grenar: Weimar, Meiningen, Altenburg och Coburg-Gotha.